# Gradski stadion Banja Luka
Gradski stadion Banja Luka je službeni naziv za višenamjenski stadion u Banjoj Luci, u Bosni i Hercegovini. Nalazi se u banjalučkom naselju Borik. Najčešće se koristi za nogometne utakmice FK Borca, nogometnog kluba iz Banje Luke. 
Kapacitet stadiona je s novom(sjevernom) tribinom oko 9.730 sjedećih mjesta.

## Povijest
Gradski stadion Banja Luka je isprva, bio stadion FK Krajišnik. Tada je taj nogometni klub bio poznatiji od Borca. Stadion je izgradio Bogoljub Kujundžić, te je stoga nekadašnji naziv stadiona bio "Stadion Bana Kujundžića". Za vrijeme Drugoga svjetskoga rata, nogometni klub Krajišnik je prestao s radom, te je tadašnji "Stadion Bana Kujundžića" preimenovan u "Gradski stadion Banja Luka". 

### Budućnost, planovi
Krajem 2008. stručna komisija je odabrala idejno rješenje za gradnju novog stadiona na Banjalučkom polju, koji bi bio kapaciteta 30.000 gledatelja. Pored stadiona će se nalaziti i 2 pomoćna nogometna terena, a uz to kompleks će činiti i tereni za tenis, košarku i odbojku. Cijeli kompleks će se prostirati na 205.000 m². 
U tijeku je izrada projektne dokumentacije, a rok za izgradnju kompleksa je 3 godine.